# Boeing 737
Boeing 737 là loại máy bay thân hẹp, một lối đi ở giữa, tầm ngắn đến tầm trung phổ biến nhất thế giới và được nhiều nước trên thế giới sử dụng. Với hơn 17,000 chiếc đã được đặt hàng và hơn 10,000 chiếc được giao,đây là máy bay phản lực thương mại được sản xuất và được giao hàng nhiều nhất từ trước đến nay và được Boeing sản xuất liên tục kể từ 1967. Chiếc 737 được sử dụng rộng rãi đến mức vào bất kỳ thời điểm nào cũng có xấp xỉ 4200 chiếc (loại NG) này đang hoạt động trên khắp thế giới.
Boeing 737-100/200 thuộc loại 737 Original, được trang bị 2 động cơ phản lực Pratt & Whitney JT8D, cung cấp chỗ ngồi từ 85-136 khách.Nhận thấy được tiềm năng của 737, vào năm 1984, Boeing cho ra mắt 3 biến thể -300/-400/-500 (hay còn gọi là Boeing 737 Classic) được trang bị động cơ mới CFM-56-3 do GE và CFM International sản xuất và cung cấp 140-179 chỗ. Năm 1997, Boeing công bố    
- Boeing 737 Next Generation

với các biến thể: -600/-700(ER)/-800/-900ER được cải tiến đáng kể với động cơ CFM-56-7B và có thể chứa từ 149-215 hành khách. Cuối cùng, vào Tháng 6 Năm 2011, Boeing thông báo thế hệ mới nhất cho 737 của họ - 737 MAX với 4 biến thể: -7/-8/-9/-10, được trang bị động cơ được cải tiến CFM LEAP-1B và có thể chứa từ 149-244 chỗ.

## Phát triển
Cuối năm 1958, Boeing đã công bố một nghiên cứu thiết kế cho “Một máy bay trung chuyển hai động cơ để hoàn thiện dòng máy bay chở khách Boeing”.
Boeing cần phải tạo ra một đối thủ cạnh tranh trong thị trường máy bay phản lực công suất nhỏ, tầm ngắn nhưng Boeing đã bị tụt lại ở phía sau thị trường này đã có các máy bay tiên phong sắp vào hoạt động như Sud Aviation Caravelle, BAC 1-11 và Douglas DC-9. Năm 1964, Joe Sutter và Jack Steiner bắt đầu đi vào thiết kế. Boeing ban đầu muốn sản xuất các máy bay từ 60-85 ghế, có tầm bay từ 100-1,000 dặm (160-1,600 km) nhưng qua tham khảo ý kiến của khách hàng khởi đầu là Lufthansa đã làm thay đổi loại máy bay này thành 100 ghế.
Boeing quá tụt hậu xa so với các đối thủ cạnh tranh khi chiếc 737 được đưa ra thị trường do các đối thủ đã nhận được chứng chỉ bay. Để tăng tốc thời gian phát triển, Boeing đã sử dụng lại 60% kết cấu và các hệ thống của phiên bản B727 hiện hữu lúc đó, đáng chú ý nhất là mặt cắt thân cho phép bố trí sáu ghế mỗi hàng so với cách bố trí 5 ghế một hàng của 1-11 và DC-9. Một mặt cắt thân máy bay tương tự cũng đã được áp dụng cho máy bay B707, và sau này là B757.

## Lịch sử hoạt động
Chiếc Boeing 737-100 đầu tiên thực hiện chuyến bay đầu tiên vào ngày 9 tháng 4 năm 1967 do hai phi công Brien Wygle và Lew Wallick điều khiển và đi vào vận hành phục vụ tháng 2 năm 1968 với hãng Lufthansa, một hãng hàng không không phải của Mỹ khởi đầu một máy bay mới của Boeing. Chiếc Boeing 737-200 thực hiện chuyến bay đầu tiên vào ngày 8 tháng 8 năm 1967. Chỉ có hãng Lufthansa là khách hàng mua đáng kể loại 737-100 và chỉ có 30 máy bay đã từng được sản xuất. Chiếc 737-200 dài hơn được các hãng ưa thích rộng rãi hơn và đã được sản xuất cho đến 1988. Khách hàng khởi đầu của 737-200 là hãng hàng không United Airlines. Chuyến bay khai trương của United đối với loại máy bay này được thực hiện vào ngày 28 tháng 4 năm 1968 từ Chicago O'Hare (ORD) đến Grand Rapids, Michigan (GRR). Sau máy bay thứ 135, Boeing đã cải tiến -200 thành -200 Advanced, một biến thể trở thành tiêu chuẩn của -200 cho đến khi ngừng sản xuất.
Đầu thập niên 1980, Boeing ra mắt dòng 737 Classic với công nghệ mới nhưng vẫn giữ lại sự tương đồng với những chiếc 737 trước đó. Sự điều chỉnh cho vừa động cơ CFM-56-3 đã mang lại lợi ích trong việc tiết kiệm nhiên liệu nhưng cũng đặt ra các thách thức về mặt thiết kế do khoảng cách được tạo ra giữa máy bay với mặt đất là tương đối thấp. Boeing và CFM International đã giải quyết vấn đề này bằng cách đưa động cơ phía trước (thay vì phía dưới) của cánh, và bằng cách dời các phụ tùng động cơ về hai bên (thay vì về đáy) của vỏ động cơ, khiến cho dòng 737 có chỗ lấy khí vào không phải hình tròn riêng biệt.
Bị hối thúc bởi dòng Airbus A320 hiện đại, Boeing đã bắt đầu chương trình 737 Next Generation (NG) trong năm 1993. Boeing 737NG bao gồm các biến thể: -600/-700/-800/-900. Đến nay, đây là máy bay có khung được nâng cấp đáng kể nhất. Hiệu suất vận hành đạt được của 737NG về cơ bản là mang đặc tính của một chiếc máy bay mới nhưng sự tương đồng thì vẫn được giữ lại từ chiếc 737 trước đây.
Năm 2004, Boeing đã ra mắt biến thể chuyên vận hành ở sân bay ngắn (Short Field Performance) để đáp lại các yêu cầu của Gol Transportes Aéreos - luôn luôn vận hành từ các sân bay hạn chế. Biến thể này luôn sẵn có đối với dòng 737NG và thiết bị chuẩn cho 737-900ER. Các cải thiện này đã nâng cao khả năng thực hiện cất và hạ cánh.
Vào ngày 13 tháng 2 năm 2006, Boeing đã giao chiếc 737 thứ 5000 cho hãng Southwest Airlines. Chiếc 737-700 này là chiếc 737 thứ 447 gia nhập đội tàu bay của hãng hoàn toàn sử dụng 737.

## Thiết kế

### Khung máy bay
Tiết diện thân máy bay và phần mũi dựa trên Boeing 707 và Boeing 727. Buồng lái đời đầu cũng thừa hưởng "cửa sổ lông mày" nằm phía trên kính chắn sáng chính, vốn là đặc điểm của B707 và B727 ban đầu để cho phép phi công có tầm nhìn tốt hơn. Các cửa sổ lông mày đôi khi được tháo ra và cắm lại, thường là trong quá trình đại tu bảo dưỡng và có thể được phân biệt bằng phích cắm kim loại khác với kim loại trơn trong các máy bay sau này vốn không được lắp vào cửa sổ.
Bộ phận hạ cánh chính nằm dưới cánh ở giữa cabin, quay vào các gầm bánh xe trong bụng máy bay. Các chân được bao phủ bởi một phần cửa và các lốp "giống như bàn chải" làm mịn khí động học hoặc cân bằng trong các gầm. Các mặt của lốp tiếp xúc với không khí khi bay. "Nắp trung tâm" hoàn thiện hồ sơ khí động học của lốp. Cấm vận hành mà không có nắp, vì chúng được liên kết với cảm biến tốc độ mặt đất giao tiếp với hệ thống phanh chống trượt. Vầng tối của lốp có thể nhìn thấy rõ khi máy bay cất cánh hoặc ở độ cao thấp.

### Động cơ
Các động cơ trên dòng 737 Classic (-300/-400/-500) và Next Generation (-600/-700/-800/-900) không có cửa hút gió tròn như hầu hết các máy bay mà là dạng kế hoạch ở phía dưới. Dòng 737 Classic có động cơ phản lực cánh quạt nhánh rẽ cao CFM56, hiệu quả hơn 25% và cũng giảm tiếng ồn đáng kể so với động cơ nhánh rẽ thấp JT8D được sử dụng trên dòng 737 Original (100 và 200). Boeing và nhà cung cấp động cơ CFM International (CFMI) đã giải quyết vấn đề bằng cách đặt động cơ phía trước (chứ không phải bên dưới) cánh và bằng cách di chuyển các phụ kiện động cơ sang hai bên (chứ không phải phía dưới) của vỏ động cơ, khiến 737 Classic và các thế hệ sau, đã có một khe hút gió không tròn đặc biệt và độc nhất.
Cánh gió cũng tích hợp những thay đổi để cải thiện tính khí động học. Hộp số phụ của động cơ được di chuyển từ vị trí 6 giờ dưới động cơ sang vị trí 4 giờ (từ góc nhìn trước/sau). Hộp số đặt bên này tạo cho động cơ một hình tam giác hơi tròn trịa. Vì động cơ ở gần mặt đất, 737-300 và các mẫu sau này dễ có dị vật vào động cơ hơn (FOD). Động cơ phản lực cánh quạt CFM56-7 có tỷ lệ áp suất cao hơn được cải tiến trên 737 thế hệ tiếp theo tiết kiệm nhiên liệu hơn 7% so với CFM56-3 trước đó trên 737 Classic với cùng tỷ lệ. Các biến thể 737 mới nhất, dòng 737 MAX có động cơ LEAP-1B từ CFMI với đường kính quạt 68 inch (1,73m). Động cơ này hiệu quả hơn 15% so với động cơ CFM56-7B trên dòng 737NG.

### Hệ thống bay
Chiếc 737 khác thường ở chỗ nó vẫn sử dụng hệ thống điều khiển bay cơ khí thủy lực, tương tự như chiếc Boeing 707 và điển hình của thời kỳ đó, truyền lệnh cho phi công điều khiển các bề mặt bằng dây cáp thép chạy qua thân và cánh chứ không phải hệ thống dây dẫn điện được sử dụng trong tất cả máy bay Airbus và tất cả các máy bay Boeing sau này. Điều này đã được nêu lên như một vấn đề an toàn vì tính không thực tế của việc sao chép một hệ thống dựa trên cáp cơ khí như một hệ thống điện hoặc điện tử có thể có. Điều này khiến bộ điều khiển chuyến bay bị coi là một điểm hỏng duy nhất, chẳng hạn như các mảnh kim loại do hỏng động cơ không rõ nguyên nhân đâm vào cánh hoặc thân máy bay.
Bộ điều khiển chuyến bay chính có bản sao lưu cơ học. Trong trường hợp hệ thống thủy lực bị hỏng toàn bộ hoặc hỏng động cơ kép, chúng sẽ tự động và liên tục trở lại điều khiển thông qua tab servo. Trong chế độ này, các tab servo điều khiển khí động học của thang máy và máy bay; các tab servo này lần lượt được điều khiển bởi các dây cáp chạy tới chốt điều khiển. Phi công có thể một mình kiểm soát các tab.

## Các thông số kỹ thuật
| Biến thể                         | 737-100                                                            | 737-200                                                            | 737-300/-400/-500                                                  | 737-600/-700/-800/-900                                             | 737 MAX-7/-7X/-8/-8-200/-9/-10                                     |     |
| -------------------------------- | ------------------------------------------------------------------ | ------------------------------------------------------------------ | ------------------------------------------------------------------ | ------------------------------------------------------------------ | ------------------------------------------------------------------ | --- |
| Đội bay                          | Two                                                                | Two                                                                | Two                                                                | Two                                                                | Two                                                                | Two |
| Ghế hai hạng                     | 85 chỗ                                                             | 102 chỗ                                                            | 126/147/110 (chỗ)                                                  | 108/128/160/177 (chỗ)                                              | 138/x/162/x/178/188 (chỗ)                                          |     |
| Ghế một hạng                     | 113 chỗ                                                            | 119 chỗ                                                            | 149/179/140 (chỗ)                                                  | 145/145/180/180 (chỗ)                                              | 140/156/175/175/192/216 (chỗ)                                      |     |
| Số ghế tối đa                    | 124 chỗ                                                            | 136 chỗ                                                            | 149/188/140 (chỗ)                                                  | 149/149/189/215 (chỗ)                                              | 149/172/200/220/244 (chỗ)                                          |     |
| Độ dài                           | 28,65 m (94,0 ft)                                                  | 30,63 m (100,5 ft)                                                 | 33,4 / 36,45 / 31,01 m (109,6 / 119,6 / 101,7 ft)                  | 31,2 / 33,6 / 39,5 / 42,2 m (102 / 110 / 130 / 138 ft)             | 110,3 / 129,7 / 138,2 / 143,7 ft (33,63 / 39,52 / 42,11 / 43,8 m)  |     |
| Sải cánh                         | 28,35 m (93,0 ft)                                                  | 28,35 m (93,0 ft)                                                  | 28,88 m (94,8 ft)                                                  | 34,32 m (112,6 ft) winglets: 35,67 m (117,0 ft)                    | 35,9 m (118 ft)                                                    |     |
| Diện tích cánh                   | 979,9 foot vuông (91,04 m2), 25° sweep                             | 979,9 foot vuông (91,04 m2), 25° sweep                             | 979,9 foot vuông (91,04 m2), 25° sweep                             | 1.341,0 foot vuông (124,58 m2)                                     | 127,2 m2 (1.369 foot vuông)                                        |     |
| Độ cao                           | 11,28 m (37,0 ft)                                                  | 11,28 m (37,0 ft)                                                  | 11,12 m (36,5 ft)                                                  | 12,6 m (41 ft)                                                     | 12,3 m (40 ft)                                                     |     |
| Chiều ngang                      | Fuselage (Vỏ ngoài): 3,76 mét (12,3 ft), Cabin: 3,53 mét (11,6 ft) | Fuselage (Vỏ ngoài): 3,76 mét (12,3 ft), Cabin: 3,53 mét (11,6 ft) | Fuselage (Vỏ ngoài): 3,76 mét (12,3 ft), Cabin: 3,53 mét (11,6 ft) | Fuselage (Vỏ ngoài): 3,76 mét (12,3 ft), Cabin: 3,53 mét (11,6 ft) | Fuselage (Vỏ ngoài): 3,76 mét (12,3 ft), Cabin: 3,53 mét (11,6 ft) |     |
| Thể tích hàng hoá                | 650 ft khối (18 m3)                                                | 875 ft khối (24,8 m3)                                              | 882–1.373 ft khối 25,0–38,9 m3                                     | 720–1,826 ft khối 20,3881–0,0517 m3                                | 1,543–1,814 ft khối 0,0437–0,0514 m3                               |     |
| MTOW(Khối lượng cất cánh tối đa) | 110.000 lb (50.000 kg)                                             | 128.100 lb (58.100 kg)                                             | 133,500–150,000 lb 60,555–68,039 kg                                | 144,500–187,700 lb 65,544–85,139 kg                                | 177,000–194,700 lb 80,286–88,314 kg                                |     |
| OEW(Trọng lượng rỗng)            | 62.000 lb (28.000 kg)                                              | 65,300 lb (29,620 kg)                                              | 70,440–76,760 lb 31,951–34,818 kg                                  | 80,200–98,495 lb 36,378–44,677 kg                                  | MAX 8: 99,360 lb 45,070 kg                                         |     |
| Dung tích bình xăng              | 4.720 gal Mỹ (17.900 L)                                            | 5.970 gal Mỹ (22.600 L)                                            | 5.311 gal Mỹ (20.100 L)                                            | 6.875–7.837 gal Mỹ (26.020–29.670 L)                               | 6.853 gal Mỹ (25.940 L)                                            |     |
| Tốc độ                           | Mach 0,745–Mach 0,82 (493–542 kn; 913–1.005 km/h) (37,000 ft)      | Mach 0,745–Mach 0,82 (493–542 kn; 913–1.005 km/h) (37,000 ft)      | Mach 0,745–Mach 0,82 (493–542 kn; 913–1.005 km/h) (37,000 ft)      | Mach 0,785 (519 kn; 962 km/h) (37,000 ft)                          | Mach 0,785 (519 kn; 962 km/h) (37,000 ft)                          |     |
| Độ dài cất cánh                  |                                                                    | 6.099 ft (1.859 m)                                                 | 7,500–8,690 ft 2,286–2,649 m                                       | 6.161–7.598 ft 1.878–2.316 m                                       | N/A                                                                |     |
| Tầm bay                          | 1,540 nmi (2,852 km)                                               | 2.600 nmi (4.800 km)                                               | 2,060–2,375 nmi 3,815–4,399 km                                     | 2,935–3,010 nmi 5,436–5,575 km                                     | 3,300–3,850 nmi 6,112–7,130 km                                     |     |
| Trần bay                         | 37.000 ft (11.300 m)                                               | 37.000 ft (11.300 m)                                               | 37.000 ft (11.300 m)                                               | 41.000 ft (12.500 m)                                               | 41.000 ft (12.500 m)                                               |     |
| Động cơ (×2)                     | Pratt & Whitney JT8D-7/-9/-15/-17                                  | Pratt & Whitney JT8D-7/-9/-15/-17                                  | CFM56-3                                                            | CFM56-7                                                            | CFM LEAP-1B                                                        |     |
| Lực đẩy (×2)                     | 14.000 lbf (62 kN)                                                 | 14.500–16.400 lbf 64–73 kN                                         | 20.000–23.500 lbf 89–105 kN                                        | 20.000–27.000 lbf 89–120 kN                                        | Lên đến 29.300 lbf (130 kN)                                        |     |

1. ↑  With 810 gal Mỹ (3.100 L) bình xăng phụ
2. ↑  MTOW, Mực nước biển, Khí quyển tiêu chuẩn quốc tế
3. ↑  120 hành khách

## Giao máy bay Boeing 737
- Cập nhật gần nhất: 5 tháng 7 2007